# Di me
Di me è il secondo EP del cantautore italiano Luca Napolitano, pubblicato il 26 ottobre 2010 dalla Warner Music.
Il disco è stato anticipato dal singolo A sud di NY, registrato in duetto con la cantautrice Federica Camba ed uscito in radio l'8 ottobre 2010. Il brano è stato prodotto da Daniele Coro mentre le successive 6 tracce da Nicolò Fragile.

## Tracce
1. A sud di NY (feat. Federica Camba)(Federica Camba, Daniele Coro, Elena Bonelli)
2. Altrove (Andrea Amati)
3. Buon compleanno
4. Amarsi un po'
5. Di me
6. Ammesso e non concesso (Enrico Palmosi, Max Costa)
7. Non sono più lo stesso (Luca Napolitano, Mario Nunziante)

## Formazione
- Luca Napolitano - voce, cori
- Daniele Coro - tastiera, chitarra, programmazione
- Nicolò Fragile - tastiera, cori, chitarra addizionale
- Andrea Pollione - pianoforte
- Giuseppe Scarpato - chitarra
- Pietro Pizzi - batteria
- Mario Percudani - chitarra
- Antonio Petruzzelli - basso
- Luca Meneghello - chitarra
- Luca Visigalli - basso
- Lele Melotti - batteria
- Cesare Chiodo - basso
- Diego Corradin - batteria

## Classifiche
| Classifica (2010) | Posizione massima |
| ----------------- | ----------------- |
| Italia            | 16                |